# Wolfframm (azienda)
Wolfframm è stata un'azienda tedesca di manifattura di strumenti musicali in particolare pianoforti, con sede a Dresda.

## Storia
Fu fondata nel 1872 e commercializzava i suoi prodotti a marchio "Apollo". Nel 1935 cambiò nome in "Ernst Rosenkranz". La fabbricazione degli strumenti musicali cessò nel secondo dopoguerra.